# Talpa (Neamț megye)
Talpa falu (románul Talpa). A Románia keleti részén, azon belül a moldvai Neamț megye dombvidéki részén, a Karácsonkő–Románvásár közötti országút felénél, az úttól északi irányban található. Bargován község része, ehhez a községhez tartozik a további 11 település: Bahna Mare, Barátka (Baratca), Bălănești, Bráza (Breaza),   Certieni, Chilia, Dârlăoaia, Ghelăești, Hârtop, Homiceni és Vlădiceni.

## Lakossága
A lakosság ortodox románokból és a moldvai csángók északi, magyar eredetű csoportjából áll. A csángó lakosság római katolikus vallású, de nyelvében mára teljesen elrománosodott. Mindkét felekezetnek van temploma.

## Története
A falu első írásos említése 1479-ből való. A 17. század végén már katolikus plébániaközpont volt, ide tartozott többek között, mint fiókegyház, Bargován is.
1828-ban a jezsuiták ismét plébániát alapítottak, amely 1894-ig működött egyházi központként. Ekkor Bargován plébánia rangra emelkedett, Talpa pedig fiókegyháza lett. 1932-ben Domokos Pál Péter látogatta meg a települést, ahol ekkor 70 katolikus család élt, de már csak azok tudtak magyarul, akik Bargovánból kerültek oda.
1989-ben megint önálló plébánia lett.

## Külső hivatkozások
- http://www.csango.ro/ - Moldvai Csángómagyarok Szövetsége
- https://web.archive.org/web/20080207012506/http://www.imagini.neamt.ro/ - Neamț megyei fényképgyűjtemény (román nyelvű lap)